# Kleňany
Kleňany (węg. Kelenye) – wieś (obec) na Słowacji położona w kraju bańskobystrzyckim, w powiecie Veľký Krtíš. Pierwsze wzmianki o miejscowości pochodzą z 1235 roku.
Według danych z dnia 31 grudnia 2012 roku, wieś zamieszkiwały 292 osoby, w tym 150 kobiet i 142 mężczyzn.
W 2001 roku pod względem narodowości i przynależności etnicznej 6,55% mieszkańców stanowili Słowacy, a 92,26% Węgrzy.
Ze względu na wyznawaną religię struktura mieszkańców kształtowała się w 2001 roku następująco:
- Katolicy rzymscy – 98,51%
- Ewangelicy – 0,3%
- Nie podano – 1,19%